# 서울등양초등학교
서울등양초등학교는 대한민국 서울특별시 강서구 등촌동에 있는 공립 초등학교이다.

## 학교 연혁
- 1994년 10월 4일 서울등양국민학교 개교
- 1996년 3월 1일 현재 교명으로 개칭
- 1996년 12월 20일 학교급식실 준공
- 2000년 4월 10일 도서실 개장(7684권 장서)
- 2000년 10월 2일 학내 전산망 구축
- 2002년 12월 31일 교육정보화센터 준공(9개 교실)
- 2003년 11월 4일 정보화센터 개관 및 인라인 롤러부 창단
- 2004년 9월 13일 인라인 롤러장 개장
- 2005년 8월 30일 운동장 급수대, 구령대 설치
- 2005년 11월 5일 신간도서 500권 구입
- 2005년 11월 15일 신나는교실 전용난방시설 완비
- 2006년 12월 27일 옥내 소화전 배관 공사
- 2007년 9월 12일 보건실 및 보건교육실 리모델링
- 2007년 10월 26일 급식실 전면 개보수 및 학생식당 350석 신설 개관식
- 2007년 12월 31일 본관동 전체교실 도장공사
- 2008년 12월 27일 영어전용교실 개관
- 2009년 3월 2일 방과후 보육교실 신설 및 이전
- 2009년 5월 7일 방송실 및 회의실 설치
- 2009년 7월 13일 현관 쉼터 및 상담실 조성
- 2009년 12월 21일 제1컴퓨터실 리모델링
- 2010년 7월 20일 체육시설 및 조합놀이대 조성
- 2010년 8월 26일 도서실 확장공사 및 리모델링
- 2010년 10월 20일 야외쉼터 이전, 확장공사 및 멀티코트장 설치
- 2010년 10월 29일 해누리 체육관 개관
- 2011년 3월 19일 학교 보안관실 설치
- 2011년 4월 27일 학교 텃발 조성
- 2012년 8월 10일 음악실 리모델링
- 2015년 1월 31일 학습준비물실 리모델링
- 2015년 2월 17일 교직원 휴게실 조성
- 2015년 2월 24일 초등 돌봄교실 리모델링
- 2017년 3월 14일 운동장 정비공사
- 2017년 10월 23일 학교 텃밭 공사
- 2018년 8월 21일 진로활동실 구축
- 2018년 11월 24일 놀이터 바닥모래보충 및 경계목 교체
- 2019년 2월 11일 등양공방 구축
- 2019년 2월 15일 제25회 졸업식
- 2019년 3월 1일 12학급 편성
- 2019년 5월 17일 체육관 전동암막롤스크린 교체
- 2019년 5월 31일 체육관 화장실, 샤워실 타일 교체
- 2019년 6월 13일 교내 방충망 교체
- 2019년 10월 31일 교내 환경개선(연못, 오솔길, 운동장 스탠드 도색)

## 학교 상징
- 교화(校花) - 장미 : 사랑, 열정, 아름다움
- 교목(校木) - 느티나무 : 꿋꿋한 기상, 고귀한 품위, 포용력

## 참고 자료
- 서울등양초등학교 - 한국교육학술정보원 학교알리미